# Cleantis prismatica
Cleantis prismatica är en kräftdjursart som först beskrevs av Risso 1826.  Cleantis prismatica ingår i släktet Cleantis och familjen Holognathidae. Inga underarter finns listade i Catalogue of Life.